# Climăuții de Jos
Climăuții de Jos è un comune della Moldavia situato nel distretto di Șoldănești di 1.467 abitanti al censimento del 2004.

## Località
Il comune è formato dall'insieme delle seguenti località (popolazione 2004):
- Climăuții de Jos (1.070 abitanti)
- Cot (397 abitanti)